# Lýdia Jakubisová
Lýdia Jakubisová er en slovakisk håndboldspiller og -træner som spiller og træner for Thüringer HC og Slovakiets kvindehåndboldlandshold. Hun har tidligere spillet for VfL Oldenburg.